# Francesco Fiore
(Francesco Fiore)
Francesco Fiore (Napoli, 9 gennaio 1889 – Napoli, 14 dicembre 1954) è stato un poeta e cantautore italiano.

## Biografia
Diplomato ragioniere, lavorò prima al mercato ortofrutticolo di Napoli e in seguito fu proprietario e gestore di un bar nella popolare zona del Vasto, punto di ritrovo per gli artisti partenopei.
Interessato alla poesia fin dalla più giovane età, pubblicò le sue prime canzoni nel 1911 per l'editore Nobile.
Lavorò per la casa editrice La Canzonetta per diversi anni e collaborò anche con la Bottega dei 4 e con Epifani.
Raccolse le sue poesie prima in tre volumetti, poi in un unico grande volume dal titolo "Napule".
Fra i suoi maggiori successi ricordiamo: 'O piccerillo (1918), Vommero e Margellina (1922), Nun è chella ca dichi' (1923), Beneditto 'o mese austo (1924), 'O cchiù bello nomme! (1924), Te lasso (1924), 'A canzone 'e tutt''o munno (1925), Tre parole (1925), Nun è Carmela mia! (1926), Voglio a te! (1926), Abbracciate cu mme! (1927), 'A serena d''e cannzone (1927), Napule... e niente cchiù! (1928), Connola d'ammore (1929), Tutta pe me (1930), Voce 'e campagna (1931), 'E buscie (1935), Matalena (1936), Senza n'addio! (1936), Bellavista (1939).

### Vita privata
Sposato con Anna Russo, ebbe dodici figli, tra cui Renato Fiore che continuò l'attività paterna nella tradizione della canzone napoletana e Roberto Fiore, dirigente sportivo e presidente di Napoli, Juve Stabia e Posillipo.